# ギリェルメ・フェレイラ・ピント
ネゲバ（Negueba）あるいはギリェルメ・ネゲバ（Guilherme Negueba）ことギリェルメ・フェレイラ・ピント（ポルトガル語: Guilherme Ferreira Pinto、1992年4月7日 - ）は、ブラジルのサッカー選手。ポジションはFW。
Kリーグ時代の登録名はネゲバ（ハングル: 네게바）。

## クラブ歴
元々はCRフラメンゴの下部組織でフットサルをしていたがサッカーに転向した。2010年11月7日にヴァンデルレイ・ルシェンブルゴ監督の下、18歳でカンピオナート・ブラジレイロ・セリエAの出場を果たした。同年のシーズン終了後に5年契約を更新した。ジョエル・サンタナ監督時代にはスポルティング・クルーベ・デ・ポルトゥガルへの移籍話が持ち上がっていたが、彼自身が国際移籍するには若すぎるとの事で拒否した。しかしその後はミスが目立ち序列も落ち、サントスFC戦で2つのミスをして敗戦するとメンバーに入る事もなくなった。クラブ側からアヴァイFCへの移籍の可能性が発表されていたが、2012年9月20日にサンパウロFCが彼を翌年のメンバーとしてレンタルした事を発表した。なおその対価としてクレーベル・サンタナがサンパウロからフラメンゴに移籍した。
2013年1月5日、サンパウロでのお披露目の翌日に膝を手術し、6ヶ月の離脱となった。加入から8ヶ月経った9月1日に移籍後初出場となった。この試合について彼は「幸せな瞬間だった。サンパウロのメンバーとして偉大な先人達がプレーしたマラカナン・スタジアムでデビュー出来て気持良かった。」と述べた。その2日後に行われた試合でも途中出場し、サポーターから称讃を受けながら「クラブのために全力を尽くします。」と彼らに述べた。しかしムリシ・ラマーリョ監督からは構想外となり、契約満了を待たずしてフラメンゴへの帰還が決まった。
2015年にコリチーバFCに加入。2016年6月6日にエヂーニョと交換でグレミオFBPAに移籍した。
2018年にKリーグの慶南FCに移籍した。

## タイトル

### クラブ
フラメンゴ
- コパ・サンパウロ・ジ・フチボウ・ジュニオル: 2011
- カンピオナート・カリオカ: 2011
- タッサ・リオ: 2011
- タッサ・グアナバラ: 2011, 2014

ロンドリーナ
- プリメイラ・リーガ・ド・ブラジル: 2017

### 代表
ブラジルU-20
- FIFA U-20ワールドカップ: 2011